# 대동세무고등학교
대동세무고등학교(大東稅務高等學校)는 대한민국 서울특별시 종로구 계동에 있는 사립 고등학교이다.

## 학교 연혁
- 1925년 4월 18일 : 종로구 수송동에 대동학원 창설, 제1대 김만수 교장 취임
- 1933년 10월 2일 : 재단법인 대동학원 설립인가
- 1934년 2월 6일 : 대동상업고등학교 5년제 5학급 설립인가
- 1934년 4월 5일 : 서울 종로구 계동 36번지 교사신축 이전
- 1946년 10월 7일 : 대동상업중학교 6년제 12학급 인가
- 1954년 5월 18일 : 대동상업고등학교 9학급 인가
- 1957년 3월 14일 : 대동상업고등학교 주간 12학급, 야간 3학급 인가
- 1982년 10월 23일 : 야간 12학급 폐지, 주간 24학급 승인
- 1987년 10월 29일 : 학교법인 고촌학원 설립 경영 (한송학원에서 경영권 양수)
- 1993년 2월 28일 : 대동중학교 폐교 (1회~41회)
- 1997년 8월 8일 : 대동정보산업고등학교로 교명 변경
- 1998년 7월 10일 : 남·여공학 학칙변경 (1999.03.02 여학생 입학)
- 1999년 9월 15일 : 본관(성실관) 개축 (44교실 1,425.22평)
- 2002년 6월 20일 : 근면관 신축 준공 (축구부 숙소 및 체육과 교무실)
- 2006년 10월 26일 : 세무분야 특성화고등학교 지정 (세무회계과 4, 세무정보과 4, 세무행정과 2학급)
- 2008년 3월 2일 : 대동세무고등학교 신입생 입학
- 2011년 2월 21일 : 본관 실내체육관(고촌홀) 증축 (본관 4층 234평)
- 2018년 2월 8일 : 제82회 졸업식(251명 남 98명, 여 153명)
- 2020년 9월 1일 : 제19대 오순섭 교장 취임
- 2025년 4월 18일 : 개교 100주년

## 설치 학과
- 세무회계과
- 세무행정과
- 관세무역과

## 참고 문헌
- 대동세무고등학교 - 한국교육학술정보원 학교알리미

## 같이 보기
- 대동세무고등학교 축구단
- 대동상업고등학교 축구단